# God is niet dood
God is niet dood is een single van Gerard Cox.
Met God is niet dood keerde Gerard Cox terug naar het cabaretesk luisterliedje, ditmaal geschreven door Guus Vleugel (van Lurelei) en Rogier van Otterloo. In het lied wordt religie bekritiseerd en wordt een aantal personen (en een blad) met naam genoemd:
- Simon Vinkenoog
- Dominee Jan Buskes
- Gerard Kornelis van het Reve
- Margriet

God is niet dood verscheen niet op een elpee van Cox van destijds, wel een aantal keren op verzamelalbums van Lurelei.
De B-kant bestond uit La belle Américaine van Ruud Bos en Guus Vleugel. Alleen die B-kant haalde het album Gerard Cox. Dit lied refereert aan de Negen van Little Rock. Een mooie Amerikaanse komt op bezoek aan Nederland, de hoofdpersoon uit het lied is direct verliefd op haar. Wanneer ze in een hotel de liefde willen bedrijven, komt naar voren dat ze alle zwarten haat ("Hoe kun je negers haten", zei ik flink, En zij zei: "Well I hate them, 'cause they stink"). Er komt een gesprek op gang over de rechten van de mens. Ze draait om als een blad aan de boom. De liefde houdt maar kort stand, de volgende ochtend ziet de hoofdpersoon haar met een donkere man aan de bar zitten. Na een kort gesprek vertrekt ze met hem. De hoofdpersoon bestempelt haar direct als slet ("En nooit heb ik haar weergezien... de slet").
De single werd tweemaal uit gegeven, de eerste keer toen Cox nog onder contract stond bij CNR Records. In 1970 kwam een heruitgave (op CNR) toen Cox een eerste bescheiden succesje in de Nederlandse hitparades had met Een broekje in de branding. Cox was toen overgestapt naar Philips Records annex Decca Records.